# Damiano Muoni

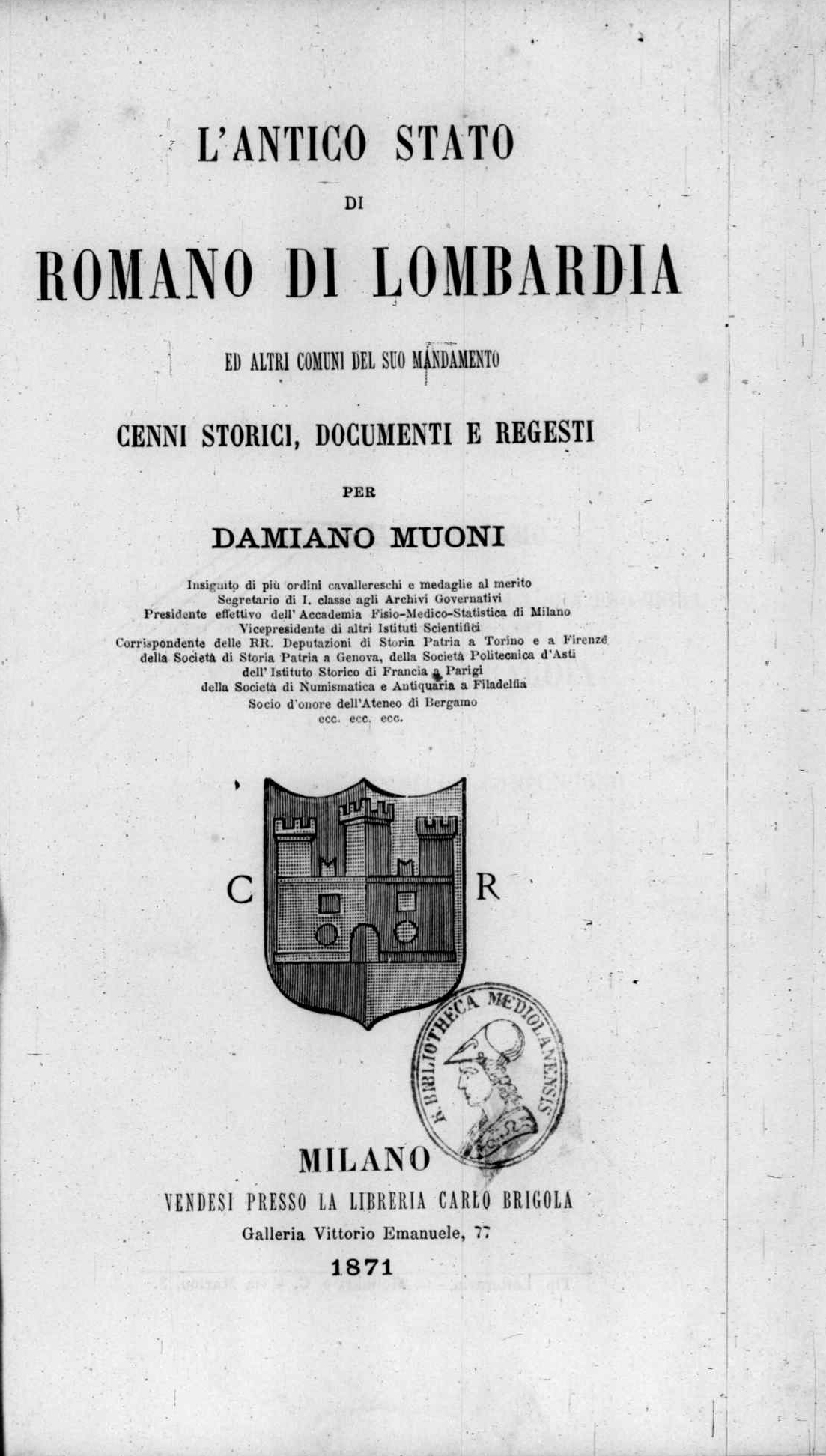
L'antico Stato di Romano di Lombardia ed altri Comuni del suo mandamento, 1871

Damiano Muoni (Antegnate, 14 agosto 1820 – Milano, 22 febbraio 1894) è stato uno storico e numismatico italiano.

## Biografia
Era figlio di Gian Pietro e da Giuseppina Torriani di Mendrisio. Il padre, un giurista che aveva avuto 19 figli da tre matrimoni morì nel 1825 e la famiglia si trasferì a Milano.
A Milano seguì gli studi giuridici, che terminò all'Università degli Studi di Pavia nel 1841. Alla pratica giurisprudenziale preferì subito cercare nuovi percorsi.
Nel 1848 fu tra i partecipanti alla rivoluzione milanese: in quell'occasione strinse amicizia con Luciano Manara, che da giovane passava ad Antignate le sue estati; lo ricordò nel 1873 e ne pubblicò anche una lettera del 1849 in occasione della inaugurazione del monumento a lui dedicato ad Antignate.
Nell'agosto dello stesso anno si trasferì prima in Piemonte e poi nel Canton Ticino, per raggiungere i suoi familiari.
Fu seguace del mesmerismo e in questa ottica viaggiò in tutta Europa. Rientrò alla fine del 1849 e nel 1857 fu nominato vicesegretario della Luogotenenza di Lombardia e nel 1864, divenne segretario all'Archivio di Stato di Milano. Lavorò all'archivio fino al 1880.
Dal 1859 iniziò a lavorare agli studi storici e alla documentazione, in particolare quella sugli avvenimenti del 1848 a Milano.
Nel 1875, assieme all'associazione dei veterani, partecipò alla raccolta di fondi per la realizzare a Milano un monumento e nel 1878 pubblicò il saggio bibliografico Le Cinque giornate di Milano.
Nello stesso periodo lavorò alla costituzione del Museo del Risorgimento di Milano, in particolare curando l'acquisizione sia della collezione documentaria di Agostino Bertani che degli archivi del governo provvisorio del 1848.

## Opere
- Collezione d'autografi di famiglie sovrane, celebrità politiche, militari, ecclesiastiche, scientifiche, letterarie ed artistiche, Milano, Francesco Colombo, 1858.
- Elenco delle zecche d'Italia dal medio-evo infimo a noi, Milano, 1858.
- Famiglia Sforza, Milano, 1858.
- Sulle Monete di Sardegna, Milano, 1865.
- La zecca di Milano nel secolo XV, Asti, Raspi e Compagnia, 1865.
- Cenno genealogico sulla famiglia Torriani da Mendrisio, Milano 1866; 2ª ed. accresciuta, Bellinzona, 1884.
- Officine monetarie di Giovanni II Bentivoglio nei castelli di Antignate e Covo.
- L'Antico Stato di Romano di Lombardia ed altri Comuni del suo mandamento, Milano, 1871.
- Archivi di Stato in Milano. Prefetti o direttori (1468-1874). Note sull'origine, formazione e concentramento di questi ed altri simili istituti con un cenno sulle particolari collezioni dell'autore, Milano, Tipografia C. Molinari e C., 1874, SBN LO10345830.
- Famiglia Mandelli, conti di Maccagno e di Caorso, feudatari di Montorfano, Milano, 1877.
- Le Cinque giornate di Milano. Saggio bibliografico, Milano 1878.
- Elenco delle zecche d'Italia dal medio-evo sino a noi, Edizione II, Como, 1885-86.
- Monetazione Carolingia italiana. — Carlomanno, in Rivista italiana di numismatica, Milano, 1889.
- Autobiografia (postuma), 1894.